# Меркулов Федір Олександрович
Федір Олександрович Меркулов (липень 1900, селище Вірівка Катеринославської губернії, тепер Донецької області — 9 жовтня 1956, місто Москва) — радянський діяч, народний комісар чорної металургії СРСР. Член ЦК ВКП(б) (1939—1941).

## Біографія
Народився в липні 1900 року в родині шахтаря. З 1912 року працював на шахтах Донбасу заправником ламп, візником вугілля, слюсарем з ремонту.
У 1918—1919 роках воював у партизанських загонах Червоної гвардії в Донбасі.
Член РКП(б) з березня 1919 року.
З травня 1919 року служив у Червоній армії. У червні 1919 — лютому 1923 року — начальник продовольчої служби 10-ї кавалерійської школи РСЧА в місті Новочеркаську.
У 1923—1924 роках — секретар Бахмутського повітового комітету КП(б)У в Донбасі.
У 1924—1926 роках — секретар Маріупольського районного комітету профспілки металістів.
У 1926—1927 роках — заступник завідувача організаційного відділу Маріупольського окружного комітету КП(б)У.
У 1927—1929 роках — секретар Бердянського районного комітету КП(б)У.
У 1929—1930 роках — секретар партійного комітету (на правах районного комітету КП(б)У) на заводі Ілліча в місті Маріуполі.
У 1930—1931 роках — відповідальний інструктор ЦК КП(б) України.
У 1931—1932 роках — заступник начальника Магнітобуду з кадрів. У 1932—1934 роках — начальник будівництва і експлуатації гірничорудного управління Магнітогорського металургійного комбінату.
У 1934—1937 роках — слухач Промислової академії в Москві, закінчив три курси.
У 1937—1938 роках — начальник Головного управління трубної промисловості Народного комісаріату важкої промисловості СРСР.
У 1938—1939 роках — начальник Головного управління металургійної промисловості Народного комісаріату важкої промисловості СРСР.
24 січня 1939 — 17 травня 1940 року — народний комісар чорної металургії СРСР.
У травні 1940 — грудні 1948 року — заступник народного комісара (міністра) чорної металургії СРСР.
Одночасно в 1944—1945 роках — начальник Головуралмету Народного комісаріату чорної металургії СРСР, а з 1945 року — начальник особливого монтажного управління — представник Народного комісаріату чорної металургії СРСР в Німеччині.
У грудні 1948 — грудні 1950 року — заступник міністра металургійної промисловості СРСР.
У грудні 1950 — березні 1953 року — заступник міністра чорної металургії СРСР.
У березні 1953 — лютому 1954 року — заступник міністра металургійної промисловості СРСР.
У лютому 1954 — 9 жовтня 1956 року — заступник міністра чорної металургії СРСР.
Похований в Москві на Новодівочому кладовищі

## Нагороди
- два ордени Леніна
- два ордени Трудового Червоного Прапора
- медалі